# Morimotoa phreatica
Morimotoa phreatica là một loài bọ cánh cứng trong họ Bọ nước. Loài này được Uéno miêu tả khoa học năm 1957.